# Spicul
Spicul este o companie de panificație din România.
Proprietarul companiei este Gheorghe Ilie care a devenit acționar majoritar în 1991 în urma privatizării prin metoda MEBO.
Produsele Spicul sunt distribuite în 800 de puncte din București și în județele limotrofe Capitalei, atât prin intermediul lanțurilor de magazine din retailul modern, cât și prin propria rețea de 33 de magazine a companiei.
Compania produce brandurile Granzela, Toastiny (pâine feliată și ambalată), Zgloby (patiserie), City, Hatz Rostogol, Hatz cu Coltz (biscuiți) și gama de produse Slăbești mâncând.
În anul 2006, proprietarii au vândut fabrica și terenul deținute în apropierea magazinului Carrefour Orhideea din Capitală către dezvoltatorul imobiliar spaniol Hercesa și au relocat producția în Chitila.
Număr de angajați în 2008: 200
Cifra de afaceri în 2008: 5,5 milioane euro